# إد بيل (لاعب كرة قدم أمريكية)
إد بيل (بالإنجليزية: Ed Bell)‏ هو لاعب كرة قدم أمريكية أمريكي، ولد في 20 سبتمبر 1921، وتوفي في 6 ديسمبر 1990.